# Liste de musées en Mauritanie
Pour les autres articles nationaux ou selon les autres juridictions, voir Liste des musées par pays.
Cette liste recense les musées de Mauritanie.

## Atar
- Musée de Ntid
- Musée de Twezeguet

## Chinguetti
- Musée-bibliothèque

## Koumbi
- Musée du site archéologique de Koumbi Saleh

## Nouadhibou
- Musée Bagodine des arts et traditions[2]

## Nouakchott
- Musée national de Mauritanie
- Musée de l'Armée

## Ouadane
- Musée de Ouadane

## Rosso
- Musée de la médecine traditionnelle